# Trachymene tenuis
Trachymene tenuis är en flockblommig växtart som beskrevs av Dc. Trachymene tenuis ingår i släktet Trachymene och familjen flockblommiga växter. Inga underarter finns listade i Catalogue of Life.